# Fondremand
Fondremand é uma comuna francesa na região administrativa de Borgonha-Franco-Condado, no departamento de Alto Sona. Estende-se por uma área de 16,43 km². Em 2010 a comuna tinha 205 habitantes (densidade: 12,5 hab./km²).